# Wodnicha zaróżowiona
Wodnicha zaróżowiona (Hygrophorus erubescens (Fr.) Fr.) – gatunek grzybów z rodziny wodnichowatych (Hygrophoraceae).

## Systematyka i nazewnictwo
Pozycja w klasyfikacji według Index Fungorum: Hygrophorus, Hygrophoraceae, Agaricales, Agaricomycetidae, Agaricomycetes, Agaricomycotina, Basidiomycota, Fungi.
Po raz pierwszy opisał go Elias Fries w 1821 r. nadając mu nazwę Agaricus erubescens. Ten sam autor w 1838 r. przeniósł go do rodzaju Hygrophorus. Synonimy naukowe:
- Agaricus erubescens Fr. 1821
- Hygrophorus capreolarius (Kalchbr.) Sacc. 1887
- Hygrophorus erubescens capreolarius Kalchbr. 1874
- Hygrophorus erubescens b capreolarius Kalchbr. 1874
- Hygrophorus erubescens (Fr.) Fr. (1838) var. erubescens
- Hygrophorus erubescens var. gracilis A.H. Sm. & Hesler 1939
- Limacium erubescens (Fr.) Wünsche 1877[2].

Nazwę polską podała Barbara Gumińska w 1997 r. W polskim piśmiennictwie mykologicznym gatunek ten opisywany był też jako wodnicha czerwonawa.

## Morfologia
Kapelusz
Początkowo kopulasty, białawy z lekkim odcieniem różowawym, później rozpostarty, winnopurpurowy, z ciemniejszymi winnopurpurowymi plamami. Podczas wilgotnej pogody lekko lepki, ale szybko wysychający.
Trzon
Tej samej barwy co kapelusz.
Miąższ
U starszych owocników gorzki, po dotknięciu zmieniający barwę na siarkowożółtą.

## Występowanie i siedlisko
Wodnicha zaróżowiona jest szeroko rozprzestrzeniona na całej półkuli północnej. W piśmiennictwie naukowym w Polsce do 2020 r. podano 12 stanowisk, jedno z nich błędne lub wątpliwe. W latach 1995–2004 oraz ponownie od 2014 roku objęta ochroną częściową bez możliwości zastosowania wyłączeń spod ochrony uzasadnionych względami gospodarki rolnej, leśnej lub rybackiej.
Grzyb naziemny występujący głównie pod świerkami na wapiennych glebach.

## Znaczenie
Grzyb mykoryzowy. Owocniki nie są toksyczne dla człowieka, jednak są gorzkie w smaku, dlatego niektórzy autorzy uznają ją za niejadalną, inni jako jadalną.